# Luchino d'Arezzo
Luchino d'Arezzo (XV secolo – XVI secolo) è stato un poeta italiano.

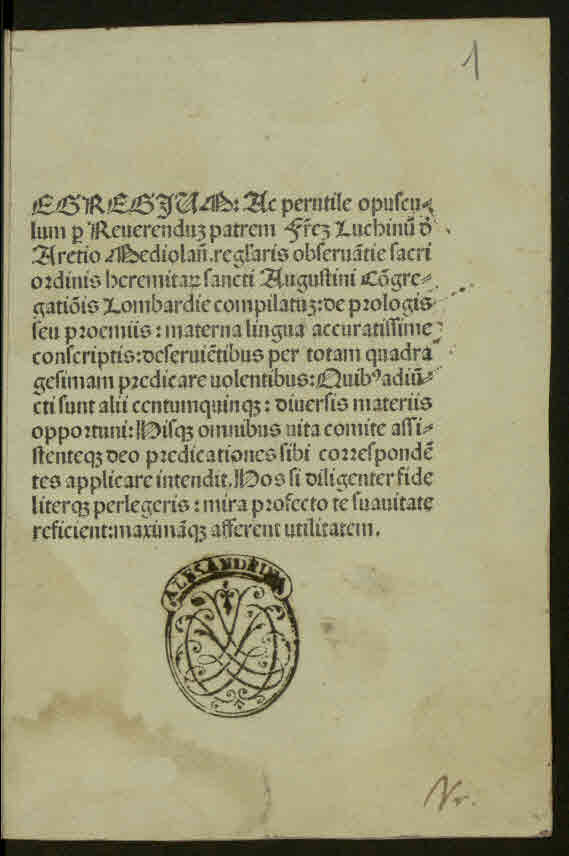
De prologis seu proemiis materna lingua conscriptis, 1500

Citato da Allacci, scrisse delle Rime e una canzone in onore di Petrarca.

## Opere
- Luchino d'Arezzo, De prologis seu proemiis materna lingua conscriptis [ita], Impressum Mediolani, Alessandro Minuziano, 1500.